# Viktoria Orsi Toth
Viktoria Orsi Toth (14 de agosto de 1990) é ex-voleibolista indoor, atualmente uma jogadora de vôlei de praia húngara naturalizada italiana.

## Carreira
Foi em 2005 que iniciou sua carreira no vôlei indoor pelo Santeramo Sport. No período de 2006-07 atuou pela seleção italiana no juvenil pelo Club Italia. Depois disso, foi contratada para disputar a elite italiana pelo Lines Ecocapitanata Altamura  e pelo Santeramo Sport. Em 2008 conquistou na categoria Sub-20 a edição do Campeonato da Europa em Foligno e Perúgia. De 2009 a 2011 jogou na "Serie B1" na Aspav Olimpic Valenzano e no Asti Volley.
Migrou para o vôlei de praia a partir de 2010. Com  Marta Menegatti, conquistou a prata no Mundial Sub-21 em Alanya.Com Giada Benazzi , ela começou no Mundial de 2011 em Roma, a jogadora Laura Giombini foi sua parceira no Circuito Mundial em 2011 e 2012. E desde 2013 retomou parceria com Menegatti, acumulando o posto entre as dez melhores  em 2013 e 2014. Em 2015 eles conseguiram em Sochi, a primeira vitória de uma equipe italiana de vôlei de praia feminino no Circuito Mundial, vencendo as suíças Isabelle Forrer e Anouk Vergé-Dépré.
Viktoria estava previamente classificada para os Jogos Olímpicos de Verão de 2016, porém, ela foi pega no exame antidoping antes dos jogos, por uso de clostebol, assim sua parceira Marta Menegatti atuou com Laura Giombini, caindo nas oitavas-de-finais.

## Título e resultados
- Future de Cervia do Circuito Mundial de Vôlei de Praia de 2022
- Future de Madrid do Circuito Mundial de Vôlei de Praia de 2022